# 黃馨 (歌手)
黃馨（英語：Shin Wong，1980年3月5日—），出生于台灣台北市，新西蘭長大，美術系學士。 前藝名為Judi，於2003年加入樂壇。黃馨初出道時任用王菲的監製梁榮駿（Alvin Leong），因此有樂迷指她擁有王菲的唱腔，黃馨亦以此最為人熟識。唱腔獨特，藝術家脾氣，身型瘦弱，感覺另類的黃馨深受時尚品牌的寵愛。近年成為當代藝術畫廊「MADHOUSE」創辦人兼藝術總監。慣於低調的黃馨終於2009年再次以獨立音樂人身分發表派台歌《狗仔隊》為被虐流浪狗推出一張慈善專輯《犬之歌》。2010年黃馨以自己血肉之軀，輿著名攝影師夏永康（Wing Shya）和潮人林海峰，透過相片和歌詞呼籲愛護動物行動並和三位當代藝術圈的大師，王慶松，DAN PAK，YOUNG KIM 舉辦了攝影展 《WOOF！》。分別與陳小春及恭碩良傳出過緋聞。現時丈夫為知名音樂製作人Alex Fung 馮翰銘。

## 入行經過
黃馨在新西蘭主修視覺藝術時，她的一位朋友得知香港一位知名音樂製作人（那人就是梁榮駿）在發掘新人，於是把黃馨的Demo寄給他。Alvin聽了後對黃馨很有興趣，邀請她去香港試音，唯那時黃馨還未知誰是Alvin。試音後，Alvin在黃馨臨離開香港時在機場遞上一份合約給黃馨。黃馨在2002年完成大學後，便於2003年正式闖入樂壇，於夏天推出首張個人專輯《Judi》。

## 音樂事業
- 2003年9月：推出首張同名專輯Judi。
- 2003年：憑《賣花女神》獲無綫電視2003年度勁歌金曲第三季季選所頒發的最受歡迎改編歌曲演繹獎。
- 2003年12月：獲新城電台新城勁爆頒獎禮2003所頒發的新城勁爆新登場歌手。
- 2004年1月：憑《受寵若驚》、《我一個睡》和《賣花女神》獲商業電台2003年度叱咤樂壇樂壇流行榜頒獎典禮所頒發的「叱咤樂壇生力軍女歌手銅獎」。
- 2004年12月：推出第2張專輯Judii。
- 2004年12月：憑《停電》獲新城電台新城勁爆頒獎禮2004所頒發的新城勁爆合唱歌曲。
- 2009年9月：相隔5年後推出單曲《狗仔隊》作曲：馮翰銘，作詞：林海峰。
- 2010年4月：發表派台歌曲《幸福的眼淚》大受好評。
- 2010年5月：於電台訪問Shin首次以自由音樂人身份，將流行音樂和當代藝術結合，創造出具新鮮感的音樂及設計美藝的EP。
- 2010年6月：推出久違五年半的第三張專輯《犬之歌》，EP以「狗」作主題。
- 2011年2月：發表其第二首合唱派台歌《桂花釀》，該歌曲與林一峰合唱。
- 2011年3月：與林一峰於香港藝術中心壽臣劇院演出四場名為《花訣》的音樂會，此為2011年第三十九屆香港藝術節其中一項表演。
- 2011年3月：推出國粵雙語概念專輯《花訣》，此專輯由林一峰與黃馨共同策劃及投資出版，主打歌曲為《桂花釀》。

## 音樂作品

### 個人專輯
- 2003年：《Judi》（AVCD）

AVCD
1. 電腦程式, 不能播放
2. 受寵若驚 music video
3. 我一個睡 music video
4. 賣花女神
5. Wendy, Sandy and Judi
6. 我一個睡
7. 受寵若驚
8. 我一個睡(Summer Mix)
9. 平凡(國語)

- 2004年：《Judii》（CD+VCD）

CD
1. 先知
2. 烏鴉
3. 停電(黃馨/陳小春合唱)
4. 路經此地
5. 某某
6. 世界小姐
7. 愛得起
8. 誰是我的未來(國語)
9. 別走(國語)
10. 心不在焉(國語)
11. 烏鴉(國語)
12. 停電(Remix) (黃馨/陳小春合唱)

VCD
1. 先知
2. 停電(黃馨/陳小春合唱)
3. 烏鴉

- 2010年：《犬之歌》

CD
1. 狗仔隊
2. 旺旺
3. 幸福的眼淚
4. 秋田犬
5. 不想守門口的狗

DVD
1. Making of "Woof"
2. 狗仔隊MV
3. 狗仔隊MV (instrumental)
4. 旺旺 (DVD Audio + instrumental)
5. 幸福的眼淚 (DVD Audio + instrumental)
6. 秋田犬 (DVD Audio + instrumental)
7. 不想守門口的狗 (DVD Audio + instrumental)

- 2011年：《花訣》（與林一峰推出的合輯）

CD
1. 萬花筒
2. 煙．花雪
3. 風信子（春）
4. 春花祭
5. 時間．川流
6. 蜜糖毒
7. 桃李園
8. 蝴蝶吻
9. 晚舟．初雪
10. 毋忘花
11. 風信子（秋）
12. 曇花夜
13. 晨霧．朝露
14. 鏡花緣
15. 桂花釀
16. 萬花同
17. 年．月

### 其他單曲
- 2005年：《和平日》
- 2010年：《幸福的眼淚》Radio Edit Version
- 2013年：《二子（乘舟）》（林一峰合唱）
- 2013年：《邁陂塘》

## 派台歌曲成績
| 派台歌曲成績 | 派台歌曲成績 | 派台歌曲成績 | 派台歌曲成績 | 派台歌曲成績 | 派台歌曲成績 | 派台歌曲成績 |
| ------------ | ------------ | ------------ | ------------ | ------------ | ------------ | ------------ |
| 唱片         | 歌曲         | 903          | RTHK         | 997          | TVB          | 備註         |
| 2003年       |              |              |              |              |              |              |
| Judi         | 受寵若驚     | 17           | 13           | 5            | 8            |              |
| Judi         | 我一個睡     | 18           | 14           | 10           | -            |              |
| Judi         | 賣花女神     | 15           | 11           | 4            | 10           |              |
| 2004年       |              |              |              |              |              |              |
| Judii        | 心不在焉     | -            | 11           | -            | -            |              |
| Judii        | 烏鴉         | -            | 11           | 10           | -            |              |
| Judii        | 停電         | 18           | 3            | 5            | 2            | 陳小春合唱   |
| Judii        | 先知         | 20           | -            | 13           | 10           | 跨年上榜     |
| 2005年       |              |              |              |              |              |              |
|              | 和平日       | -            | 6            | -            | -            | 只派往RTHK   |
| 2009年       |              |              |              |              |              |              |
| 犬之歌       | 狗仔隊       | -            | -            | -            | -            |              |
| 2010年       |              |              |              |              |              |              |
| 犬之歌       | 幸福的眼淚   | 8            | -            | -            | -            |              |
| 2011年       |              |              |              |              |              |              |
| 花訣         | 桂花釀       | 7            | -            | -            | -            | 林一峰合唱   |
| 花訣         | 蜜糖毒       | -            | -            | -            | -            | 林一峰合唱   |
| 2014年       |              |              |              |              |              |              |
|              | 撐起雨傘     | 5            | -            | -            | -            | 群星合唱     |

(*)為上榜中歌曲

## 曾推出書籍
- 2010年：Woof（相集）

## 曾參與電影
- 《明明》(2006年)

## 獎項

### 2003年
- 2003年度勁歌金曲第一季季選 - 最具潛質女新人獎
- 2003年度勁歌金曲第二季季選 - 新星試打三屆台主
- 2003年度勁歌金曲第三季季選 - 最受歡迎改編歌曲演繹獎 (賣花女神)
- 新城勁爆頒獎禮2003 - 新城勁爆新登場歌手

### 2004年
- 2003年度叱咤樂壇流行榜頒獎典禮 - 叱咤樂壇生力軍女歌手 銅獎
- 第二十六屆十大中文金曲 - 最有前途新人獎(女歌手)銀獎
- 新城勁爆頒獎禮2004 - 新城勁爆合唱歌曲 (停電)

### 2014年
- 2014年度叱咤樂壇流行榜頒獎典禮 - 叱咤樂壇我最喜愛歌曲 撐起雨傘